# Argema idea
Argema idea är en fjärilsart som beskrevs av Felder 1870. Argema idea ingår i släktet Argema och familjen påfågelsspinnare. Inga underarter finns listade i Catalogue of Life.